# Haruko Obokata
Haruko Obokata (japanisch 小保方 晴子 Obokata Haruko; geb. 25. September 1983 in Matsudo, Präfektur Chiba, Japan) ist eine japanische Stammzellbiologin und ehemalige Führungskraft am japanischen Laboratory for Cellular Reprogramming, RIKEN Center for Developmental Biology. Sie behauptete 2014, eine radikale und bemerkenswert einfache Methode entwickelt zu haben, um stimulus-getriggerte Pluripotenzzellen (STAP) zu erzeugen, die zu Gewebe gezüchtet und überall im Körper verwendet werden können. Als Reaktion auf die Vorwürfe über Unregelmäßigkeiten in Obokatas Forschungsveröffentlichungen zu STAP-Zellen leitete Riken eine Untersuchung ein, die Beispiele für wissenschaftliches Fehlverhalten von Obokata aufdeckte. Versuche, die Ergebnisse von Obokatas STAP-Zellen zu wiederholen, schlugen fehl. Der darauf folgende STAP-Zell-Skandal erregte weltweit Aufmerksamkeit.

## Jugend, Ausbildung und Karriere
Obokata besuchte die Tōhō-Oberschule, die der Tōhō-Universität angegliedert ist, und schloss ihr Studium an der Waseda-Universität 2006 mit einem Bachelor-Abschluss und 2008 mit einem Master-Abschluss in angewandter Chemie ab. Später wechselte Obokata in das Labor von Charles Vacanti an der Harvard Medical School, wo sie als „Traum von einer Laborleiterin“ mit „fanatischer Hingabe“ beschrieben wurde. Im Jahr 2011 schloss Obokata ihre Promotion in Ingenieurwissenschaften an der Graduate School of Advanced Engineering and Science der Waseda-Universität ab. 2011 wurde Obokata Gastforscherin am RIKEN Center for Developmental Biology. 2013 wurde sie Leiterin des Labors für Zelluläre Reprogrammierung.
Einem Bericht der Asahi Shimbun zufolge, der zweitgrößten Zeitung Japans, bot Obokata an, ihre Dissertation zurückzuziehen, nachdem ihr vorgeworfen wurde, Teile ihrer Dissertation aus öffentlich zugänglichen Dokumenten der Website des US National Institute of Health plagiiert zu haben. Im Oktober 2014 gab eine von der Waseda-Universität eingesetzte Untersuchungskommission Obokata ein Jahr Zeit, ihre Dissertation zu überarbeiten oder ihren Abschluss zu verlieren. Im Jahr 2015 gab die Waseda-Universität bekannt, dass sie Obokata den Doktortitel entziehen würde.

## Berichte über STAP-Zellen
Am Riken untersuchte Obokata in Zusammenarbeit mit Vacanti, Teruhiko Wakayama und Yoshiki Sasai Stammzellen. Zwei ihrer Forschungen wurden 2013 zur Veröffentlichung in der Zeitschrift Nature angenommen. In einer Notiz an Vacanti schrieb Sasai, dass Obokata „einen magischen Zauber“ entdeckt hatte, der zu ihrem experimentellen Erfolg führte. Später wurde es in der Zeitung The Guardian als „ein überraschend einfacher Weg, gewöhnliche Körperzellen ... in etwas zu verwandeln, das embryonalen Stammzellen sehr ähnlich ist“ beschrieben wurde, indem man sie in „ein schwaches Bad aus Zitronensäure“ eintauchte. Dieses Verfahren „wäscht [die] Entwicklungsvergangenheit [der Zellen] weg“ und verwandelt sie in „zelluläre Kinder, die in der Lage sind, sich reichlich zu vermehren und in jede Art von Zelle im Körper zu wachsen - eine Superkraft, die als Pluripotenz bekannt ist“. Nach der Veröffentlichung der Arbeiten wurde Obokata „als heller neuer Stern am wissenschaftlichen Firmament und als Nationalheldin gefeiert“.

## Kontroverse um STAP-Zellen
Schon wenige Tage nach der Veröffentlichung der Nature-Artikel wurden „beunruhigende Vorwürfe laut […] Bilder sahen manipuliert aus, und Textpassagen […] wurden aus anderen Artikeln übernommen“. Die Kritiker stellten fest, dass die Bilder in den veröffentlichten Artikeln denen in Obokatas Doktorarbeit ähnelten, wobei letztere andere Experimente enthielt als die in den Nature-Publikationen vorgestellten.
Im Jahr 2014 leitete Riken eine Untersuchung in dieser Angelegenheit ein und gab am 1. April bekannt, dass Obokata in zwei der sechs ursprünglich gegen sie erhobenen Vorwürfe des wissenschaftlichen Fehlverhaltens schuldig sei. Das RIKEN-Untersuchungsdokument berichtet:

„Indem sie die Bilddaten von zwei verschiedenen Gelen manipulierte und Daten aus zwei verschiedenen Experimenten verwendete, handelte Dr. Obokata auf eine Art und Weise, die auf keinen Fall erlaubt werden kann. Das kann nicht allein mit ihrer Unreife als Forscherin erklärt werden. Angesichts der schlechten Qualität ihrer Labornotizen ist klar geworden, dass es für jeden anderen äußerst schwierig sein wird, ihre Experimente genau nachzuvollziehen oder zu verstehen, und auch das wird als ernsthaftes Hindernis für einen gesunden Informationsaustausch angesehen. Dr. Obokatas Handlungen und ihr schlampiges Datenmanagement lassen uns zu dem Schluss kommen, dass es ihr nicht nur an einem Sinn für Forschungsethik, sondern auch an Integrität und Bescheidenheit als Forscher mangelt.“

Obokata entschuldigte sich für ihre „unzureichenden Bemühungen, schlechte Vorbereitung und Ungeschicklichkeit“ und behauptete, sie habe nur „wohlwollende Fehler“ gemacht; sie wies den Vorwurf zurück, sie habe Ergebnisse gefälscht, und bestritt, dass es ihr an Ethik, Integrität und Demut mangelte. Obokata berichtete auch, dass ihre STAP-Zellen existierten. Der Guardian berichtete, dass Obokatas Mitarbeiter sie zwar zunächst unterstützten, aber „einer nach dem anderen nachgab und Nature aufforderte, die Artikel zurückzuziehen“. Im Juni 2014 stimmte Obokata zu, beide Artikel zurückzuziehen.
Kurz vor dem Rückzug der Studie „zeigte eine genetische Analyse, dass die STAP-Zellen nicht mit den Mäusen übereinstimmten, von denen sie angeblich stammten“. Obwohl Obokata behauptete, nicht zu wissen, wie das möglich war, „ist die offensichtliche und ziemlich deprimierende Erklärung, dass ihre sogenannten STAP-Zellen nur normale embryonale Stammzellen waren, die jemand aus einer Gefriertruhe entnommen und neu etikettiert hatte“. Im Juli 2014 nahm Obokata unter Aufsicht einer dritten Partei an Rikens Versuch teil, die ursprünglichen Ergebnisse der STAP-Zellen experimentell zu reproduzieren. Bei diesen Versuchen gelang es nicht, die ursprünglich gemeldeten Ergebnisse zu wiederholen.
Obwohl er vom Fehlverhalten freigesprochen wurde, wurde Yoshiki Sasai für seine unzureichende Aufsicht über Obokata kritisiert und er beschrieb sich selbst als „von Scham überwältigt“. Nachdem er einen Monat im Krankenhaus verbracht hatte, nahm sich Sasai am 5. August 2014 das Leben.
Obokata verließ das RIKEN im Dezember 2014.
In einem Artikel vom Februar 2015 berichtete The Guardian, dass Obokata sich einer „unglaublichen Schlamperei“ schuldig gemacht und „Bilder manipuliert und Texte plagiiert“ habe. Obokata wurde auch Überheblichkeit vorgeworfen: „Hätte Obokata nicht versucht, eine Überfliegerin zu sein, wären ihre Taschenspielertricks wahrscheinlich unbemerkt geblieben und sie würde sich immer noch auf eine lange und glückliche Karriere in der Wissenschaft freuen. […] Indem sie ins Rampenlicht trat, setzte sie ihre Arbeit einer genaueren Prüfung aus, als sie verkraften konnte“.
Im Jahr 2016 wurde Obokatas Buch „Ano hi“ (japanisch あの日 ‚Jener Tag‘) im japanischen Verlag Kodansha veröffentlicht. In ihrem Bericht über die Kontroverse erzählt Obokata von ihrer Zusammenarbeit mit Teruhiko Wakayama. Sie schreibt, dass „entscheidende Teile der STAP-Experimente nur von Wakayama bearbeitet wurden“, dass sie die STAP-Zellen von Wakayama erhielt und dass Wakayama „seine Angaben darüber, wie die STAP-Zellen hergestellt wurden, änderte“. Später schrieb Obokata: „Ich fühle mich sehr verantwortlich für die STAP-Papiere […], Ich habe diese Papiere nie geschrieben, um jemanden zu täuschen“ und „STAP war echt“.
In der Ausgabe des Magazins Shukan Bunshun vom 17. Mai 2018 erschien ein kurzer Essay von Obokata, in dem sie sich selbst als „eine Person, die gehetzt wurde“ beschreibt.